# Hafteh Khānak
Hafteh Khānak (persiska: هفته خانک) är en ort i Iran.   Den ligger i provinsen Markazi, i den nordvästra delen av landet, 210 km sydväst om huvudstaden Teheran. Hafteh Khānak ligger 1 927 meter över havet och antalet invånare är 177.
Terrängen runt Hafteh Khānak är huvudsakligen platt, men västerut är den kuperad. Terrängen runt Hafteh Khānak sluttar österut.Runt Hafteh Khānak är det glesbefolkat, med 20 invånare per kvadratkilometer. Närmaste större samhälle är Komījān, 17,3 km väster om Hafteh Khānak. Trakten runt Hafteh Khānak består i huvudsak av gräsmarker.